# Novaeratitae
Novaeratitae es un clado de aves que fue originalmente definido para contener el ancestro en común de los Casuariiformes (emúes y casuarios) y Apterygiformes (kiwis). El nombre de este clado fue acuñado por Tamaki Yuri y colaboradores en el año 2013 y filogenéticamente definido en el PhyloCode por George Sangster y colaboradores en el año 2022 como "el grupo terminal menos inclusivo que contiene a Apteryx australis y Casuarius casuarius". Estudios posteriores han incluido al extinto grupo de las aves elefante (Aepyornithiformes) como el linaje hermano de los kiwis. Las implicaciones a estas relaciones filogenéticas son que todos los miembros no voladores de este grupo perdieron de forma independiente el vuelo, dado también que las aves elefantes son el único clado en Novaeratitae que se encuentra fuera de Oceanía. Sin embargo, otros estudios han cuestionado estas conclusiones, ya que encuentran que las relaciones entre los cuatro clados principales de paleognatos no avestruces (moas + tinamúes, kiwis + aves elefante, ñandúes y emúes + casuarios) son una politomía sin resolver, con solo un poco más de apoyo genético para Novaeritiae sobre propuestas alternativas.